# Heilig Kruiskerk (Geisenheim)
De Heilig Kruiskerk (Duits: Heilig Kreuzkirche) is een rooms-katholieke parochiekerk in het Duitse stadje Geisenheim in het Rheingau. Vanwege de afmetingen en de kathedrale allure van het gebouw heeft het godshuis de bijnaam Rheingauer Dom gekregen. Een dom in de zin van een bisschopskerk is de Heilig Kruiskerk echter nooit geweest. De kerk is gelegen aan het Bischof-Blum-Platz 1, 65366 Geisenheim.

## Geschiedenis
De laatgotische hallenkerk ontstond grotendeels in de jaren 1510-1518 op de plaats van een in 1146 voor het eerst genoemde romaans kerkgebouw. Nadat men in 1829 wegens bouwvalligheid ook de oorspronkelijke romaanse torens liet afbreken, maakte de in Geisenheim geboren bouwmeester Philipp Hoffmann het ontwerp voor de neogotische verbouwing in de jaren 1834-1838. Naast de nieuwbouw van de ruim 46 meter hoge torens, werden eveneens de gewelven van het kerkschip veranderd. 
Vanaf 2010 werden de torens van de kerk gerestaureerd. 

## Inrichting
Uit de periode van de laatgotiek bleven de netgewelven in het koor behouden. Ook het zogenaamde Driekoningenaltaar in het zuidelijke zijschip dateert uit deze periode. Het rijke hoogaltaar werd in 1886 geplaatst. In het noordelijke zijschip bevindt zich het Maria-altaar. De kerk heeft een Stumm-orgel dat grotendeels nog geheel in originele staat is. Het instrument heeft 33 registers op twee manualen en pedaal. 

## Afbeeldingen

Interieur
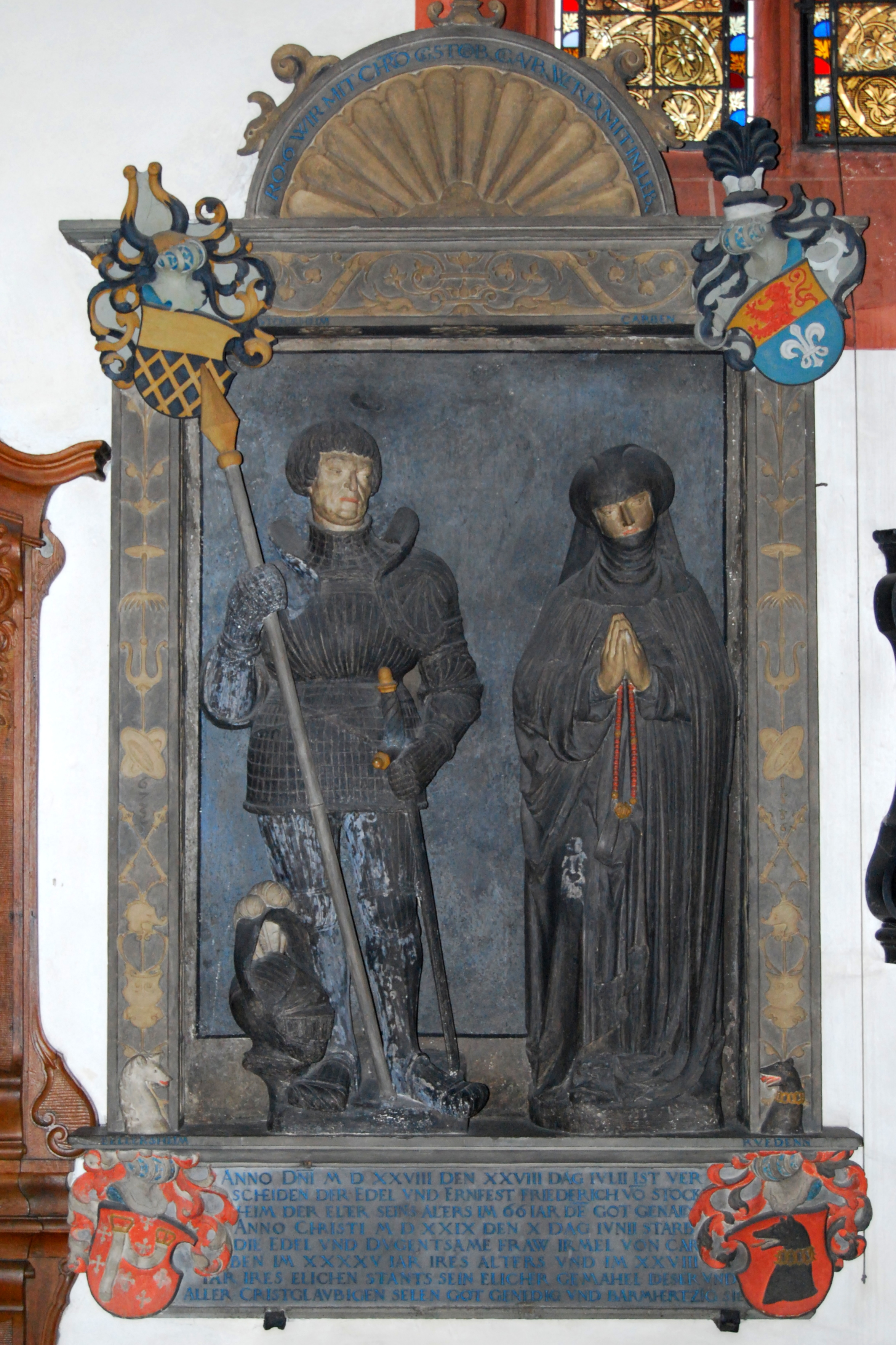
Epitaaf
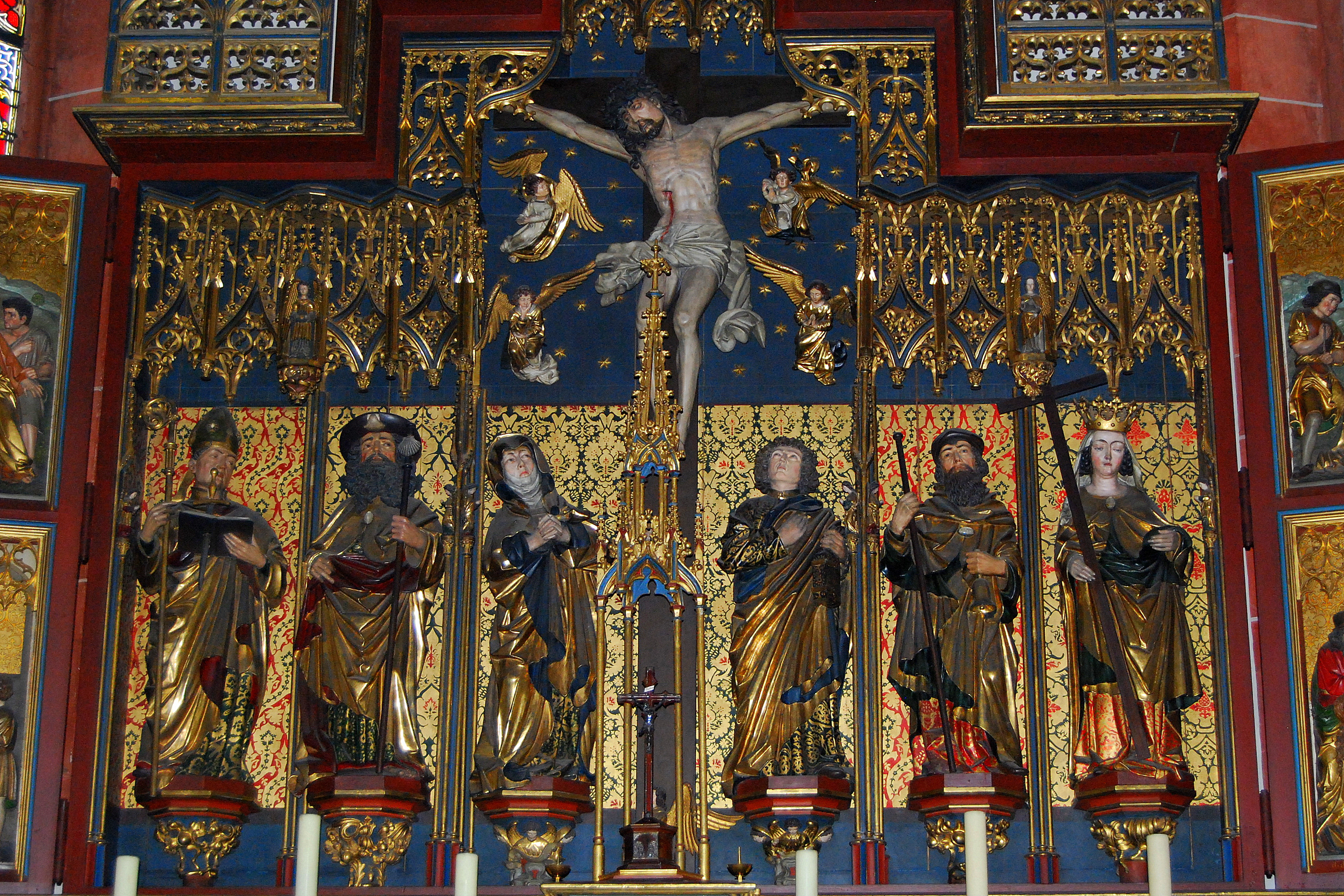
19e-eeuws hoofdaltaar
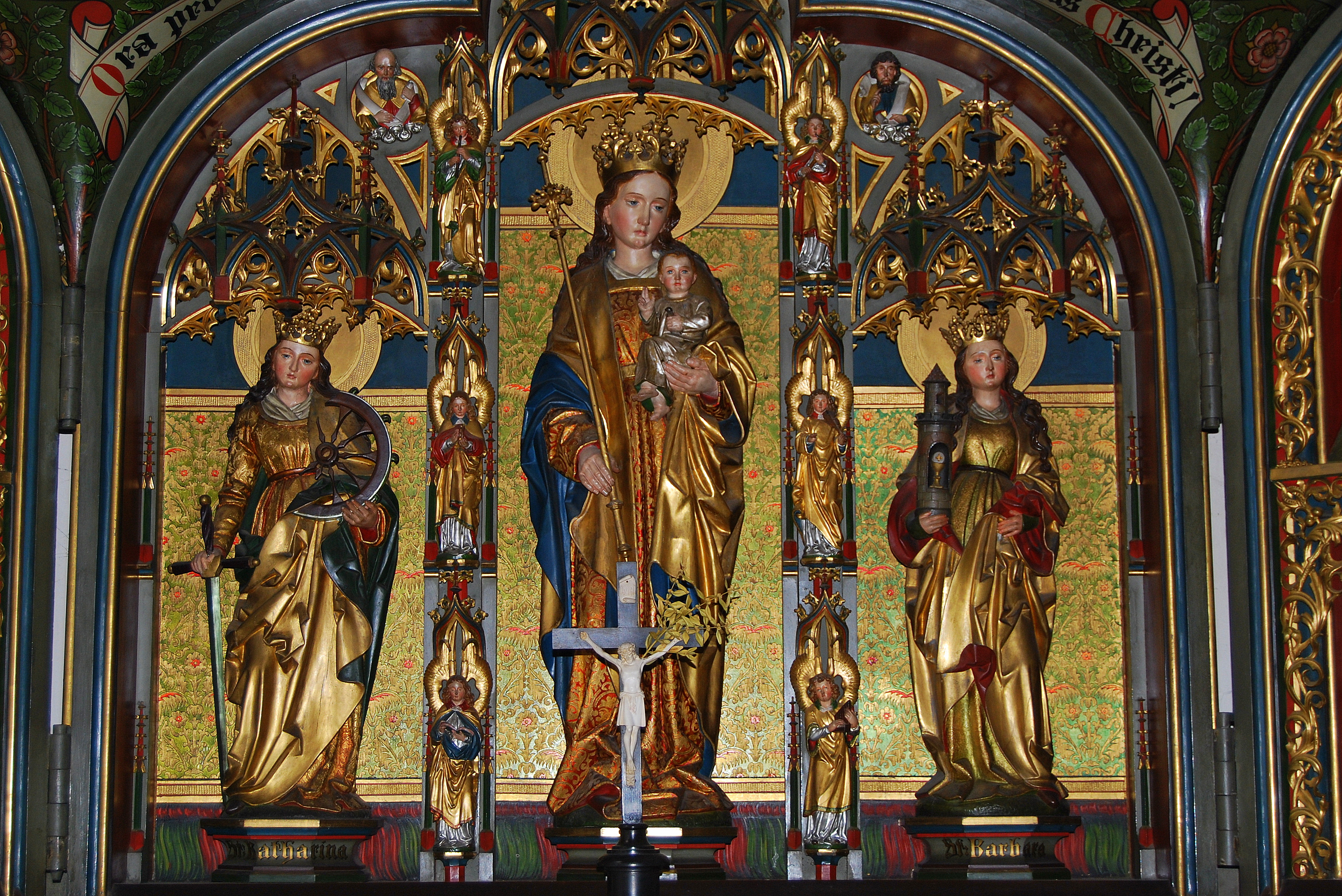
Maria-altaar
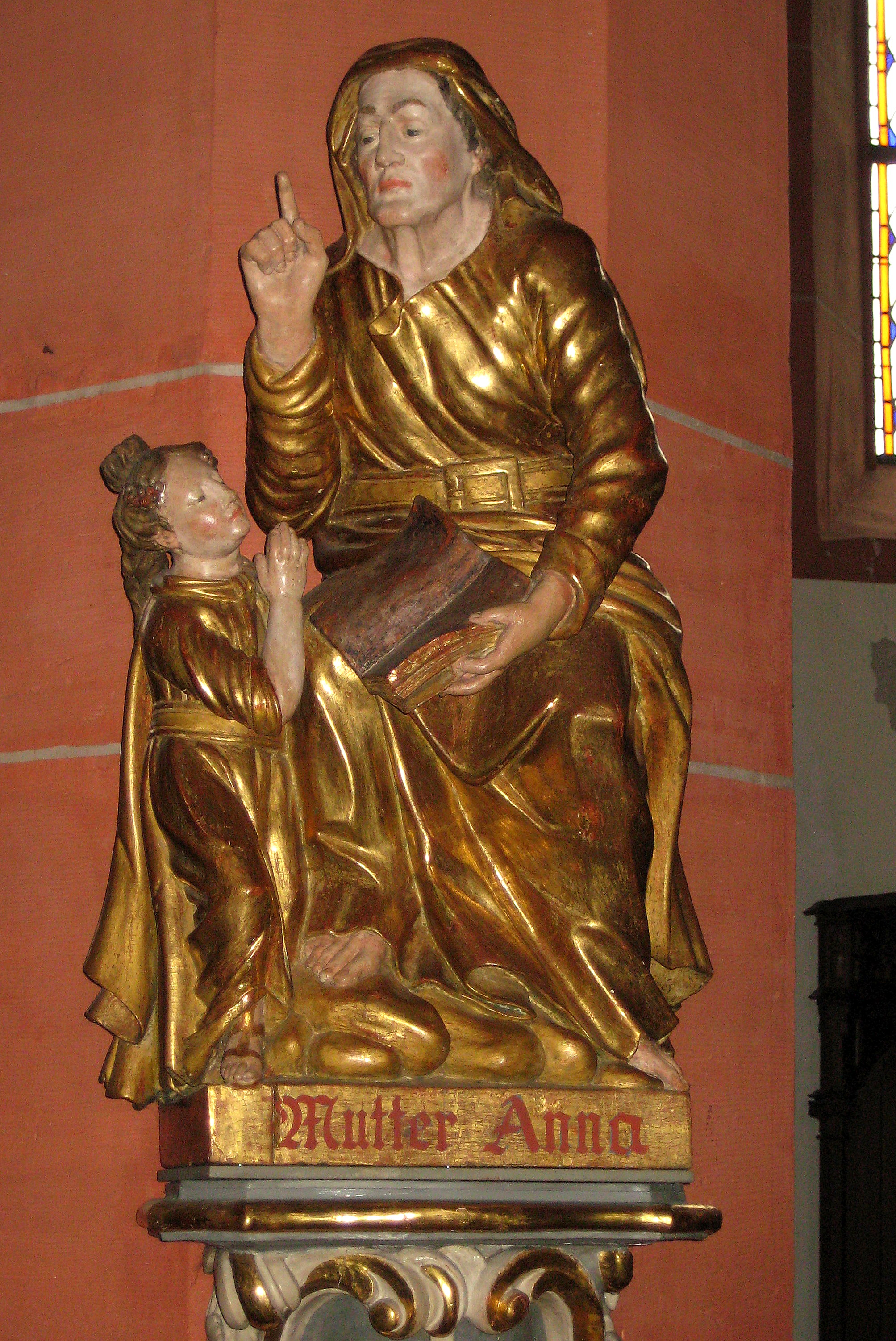
Hl. Anna en Maria